# Gouverneur K. Warren
Gouverneur Kemble Warren (8. januar 1830 – 8. august 1882) var en ingeniør og prominent general i Unionshæren under den Amerikanske borgerkrig. Han huskes bedst for at have tilrettelagt et sidste øjebliks forsvar af Little Round Top under Slaget ved Gettysburg og omtales ofte som "Helten fra Little Round Top." Hans efterfølgende indsats som korpschef og hans senere militære karriere blev ødelagt i Slaget ved Five Forks, hvor han (uden rimelig årsag) fik frataget sin kommando af Philip Sheridan.

## Tidlige liv
Warren blev født i Cold Spring, New York og opkaldt efter Gouverneur Kemble, et prominent lokalt medlem af Kongressen, diplomat og industriejer. Han startede på West Point som 16-årig og fik eksamen som nr. 2 i en årgang på 44 i 1850. Han blev udnævnt til midlertidig sekondløjtnant i det topografiske ingeniørkorps (landmålerne). I årene før borgerkrigen arbejdede han på Mississippifloden med opmålinger til transkontinentale jernbaner og kortlægning af områderne vest for Mississippi. Han gjorde tjeneste som ingeniørsoldat i William S. Harney's slag ved Ash Hollow i Nebraska territoriet i 1855, hvor han første gang kom i kamp.
Han tog del i studiet af mulige linjer for transkontinentale jernbaner og skabte det første detaljerede kort over USA vest for Mississippi floden i 1857. Dette krævede omfattende kortlægning af det enorme Nebraska-territorium, som omfattede Nebraska, North Dakota, South Dakota, en del af Montana og en del af Wyoming.
Et område, som han kortlagde, var Minnesota floddalen, et dal som var meget større, end hvad man skulle vente ud fra den langsomt flydende Minnesota flod. På nogle steder var floddalen 8 km bred og 75 m dyb. Warren gjorde først rede for hydrologien i området i 1868 og forklarede den snævre flodkløft med eksistensen af en kæmpestor flod, som tømte Lake Agassiz for mellem 11.700 og 9.400 år siden. De´n store flod blev kaldt Warren floden til minde om ham efter hans død.

## Borgerkrigen
Ved krigens udbrud var Warren premierløjtnant og instruktør i matematik på West Point – på den anden side af floden, hvor hans hjemby lå. Han hjalp til med at opstille et lokalt regiment til tjeneste i Unionshæren og blev udpeget til oberstløjtnant for 5th New York Volunteer Infantry den 14. maj 1861. Han og hans regiment kom første gang i kamp i Slaget ved Big Bethel i Virginia den 10. juni i, hvad der hævdes, var det første landslag i krigen. Han blev forfremmet til oberst og regimentschef den 10. september.
Under Peninsula kampagnen i 1862 førte Warren sit regiment i Belejringen af Yorktown og bistod også den øverste topologiske ingeniør i Army of the Potomac, brigadegeneral Andrew A. Humphreys, med at gennemføre rekognosceringsmissioner og tegne detaljerede kort over brugbare veje, som hæren kunne benytte ved fremrykningen op gennem Virginia halvøen. Han havde kommandoen over en brigade under Syv dages slaget og blev såret i knæet i slaget ved Gaines' Mill, men afviste at forlade slagmarken. I slaget ved Malvern Hill stoppede hans brigade angrebet fra en konfødereret division. Han fortsatte med at lede brigaden i Andet slag ved Bull Run, hvor den led store tab i et heroisk forsvar mod et overvældende angreb fra fjenden, og i slaget ved Antietam, hvor V Korps lå i reserve og ikke kom i kamp.
Warren blev forfremmet til brigadegeneral den 26. september 1862, og han og hans brigade kæmpede i slaget ved Fredericksburg i december. Da generalmajor Joseph Hooker reorganiserede Army of the Potomac i februar 1863, blev Warren hans øverste topografiske ingeniør og dernæst øverste ingeniør. Som øverste ingeniør blev Warren rost for sin tjeneste i slaget ved Chancellorsville.
Ved starten på Gettysburg kampagnen, da den konfødererede general Robert E. Lee begyndte sin invasion af Pennsylvania, vejledte Warren Hooker om de ruter hæren skulle anvende i forfølgelsen. På 2. dagen af Slaget ved Gettysburg, 2. juli 1863, iværksatte Warren forsvaret af Little Round Top idet han indså vigtigheden af den ubesatte position på Unionshærens venstre flanke og placerede på eget initiativ oberst Strong Vincents brigade derpå, blot minutter inden den blev angrebet. Warren selv fik et mindre sår i nakken under det konfødererede angreb.
Efter at være blevet forfremmet til generalmajor efter Gettysburg den 8. august 1863, kommanderede Warren II Korps fra august 1863 til marts 1864 i stedet for den sårede generalmajor Winfield S. Hancock og udmærkede sig i slaget ved Bristoe Station. (Den 13. marts 1865 blev han udnævnt til foreløbig generalmajor i den regulære hær for sin indsats ved Bristoe Station.) Under Mine Run kampagnen blev Warren's korps beordret til at angribe Lees hær, men han fornemmede, at der var blevet lagt en fælde og afviste ordren fra generalmajor George G. Meade. Selv om Meade først blev vred på Warren, vedgik Meade siden, at Warren havde haft ret. Efter at Hancock kom tilbage fra sin rekonvalescens, og Army of the Potomac blev reorganiseret, overtog Warren kommandoen over V Korps. Han førte V Korps gennem Overland kampagnen, Belejringen af Petersburg og i Appomattox kampagnen. 
Under disse kampagner i Virginia fik Warren ry for at bringe ingeniørens dyder – velovervejethed og forsigtighed – ind i rollen som chef for et infanterikorps. Han vandt slaget ved Globe Tavern, 18. til 20. august 1864 og afskar Weldon jernbanen, en meget vigtig forsyningsrute nordpå til Petersburg. Han fik også en mindre succes i slaget ved Peebles' Farm i september 1864, hvor han overløb en del af konføderationens linjer, som beskyttede forsyninger, som blev fremført til Petersburg på Boydton Plank Road.
Den aggressive generalmajor Philip Sheridan, som var en af generalløjtnant Ulysses S. Grant vigtigste underordnede, var utilfreds med Warren's indsats. Han var vred på Warren's korps for angiveligt at have blokeret vejene efter Slaget ved the Wilderness og dets forsigtighed under belejringen af Petersburg. I begyndelsen af Appomattox kampagnen, anmodede Sheridan om, at VI Korps blev involveret i hans forfølgelse af Lees hær, men Grant insisterede på, at V Korps var i en bedre position. Han gav Sheridan skriftlig fuldmagt til at udskifte Warren, hvis han følte, at det var "det bedste for tjenesten". Grant skrev senere i sine Personal Memoirs,
| „ | Jeg var så utilfreds med Warrens nølende bevægelser i slaget ved White Oak Road, og at han ikke nåede frem til Sheridan i tide, at jeg var bange for, at han i sidste øjeblik ville svigte Sheridan. Han var en mand med høj intelligens, stor alvor, hurtig opfattelse og kunne disponere sine styrker så hurtigt som nogen anden officer, når han var tvunget til at handle. Men jeg havde tidligere opdaget en fejl, som han ikke kunne kontrollere. Dette forringede hans anvendelighed i kritiske situationer som den foreliggende. Han kunne se enhver fare, længe inden han mødte den. Han ville ikke alene gennemføre forberedelser til at møde den fare som kunne opstå, men han informerede også sin overordnede om, hvad andre burde gøre, mens han gennemførte sine forberedelser. | “ |
|   | — Ulysses S. Grant, Personal Memoirs |   |

I Slaget ved Five Forks den 1. april 1865 blev Sheridan rasende over Warrens indsats. Han følte, at V Korps bevægede sig for langsomt ind i angrebet og var utilfreds med, at Warren ikke var i spidsen af sine kolonner, da Sheridan mødte op for at tage en konfrontation med ham. Warren udførte rent faktisk sine opgaver, sådan som det forventedes af en korpschef, og V Korps' indsats betød, at Slaget ved Five Forks blev en sejr for Unionen, hvilket hævdes at være det afgørende slag i de sidste dage af kampen mod Lees hær. Ikke desto mindre lod Sheridan Warren afløse på stedet. Han blev tildelt kommandoen over stillingerne ved Petersburg og havde derefter i en kort overgang kommandoen over militærområdet Mississippi.

## Efter krigen
Ydmyget af Sheridan trak Warren sig tilbage som generalmajor i den frivillige hær i protest den 27. maj 1865 og vendte tilbage til sin permanente rang som major i ingeniørkorpset. Han gjorde tjeneste som ingeniør i 17 år med at bygge jernbaner, med opgaver langs Mississippifloden og opnåede rang af oberstløjtnant i 1879. Men karrieren, der havde set så lovende ud ved Gettysburg, var ødelagt. Han anmodede indtrængende om at få oprejsning ved en undersøgelsesdomstol, men kom ingen vegne, så længe Grant var præsident. Den næste præsident
Rutherford B. Hayes beordrede en undersøgelsesret nedsat, og den samledes i 1879, og efter at have hørt vidneudsagn fra et stort antal vidner i 100 dage fandt den, at Sheridans afskedigelse af Warren havde været ubegrundet. Desværre for Warren blev disse resultater først offentliggjort efter hans død.
Warren døde i Newport, Rhode Island og blev begravet dér efter eget ønske i civile klæder og uden militær honnør. Hans sidste ord var "The flag! The flag!"

## I erindringen
En bronzestatue af Warren er opstillet på Little Round Top i Gettysburg. Den blev afsløret 20 år efter det berømte slag. En anden bronzestatue af Henry Baerer blev opstillet i Grand Army Plaza i Brooklyn. Den viser Warren stående i uniform med en feltkikkert på en granitpiedestal af sten fra Little Round Top. G. K. Warren Prisen tildeles ca. hvert fjerde år af United States National Academy of Sciences. Den finansieres af en gave fra hans datter, Miss Emily B. Warren, i erindring om hendes far.